# Centre Court
Het Centre Court is het hoofdstadion van de All England Lawn Tennis and Croquet Club, waar jaarlijks het grandslamtoernooi Wimbledon wordt gehouden. Een Centre Court is ook de Engelse benaming voor hoofdvelden op tenniscomplexen.

## Geschiedenis
In 1922 verhuisde de All England Lawn Tennis and Croquet Club het toernooi van Wimbledon naar de Church Road, vanwege de stijgende populariteit van het grastoernooi. Bij de opening waren er 14.000 plaatsen voor bezoekers en het Centre Court werd geopend door Koning George V.
In 1979 werd het dak van het Centre Court opgetild, waardoor er plaats werd gemaakt voor ruim 1000 extra toeschouwers en een extra lounge. Het jaar erna werd het naburige Court No. 1 grondig gerenoveerd. Om extra ruimte voor de media en de kantoren te creëren werd in 1985 het Oostelijke Gebouw van het Centre Court geopend. Hierdoor ontstonden 800 extra plaatsen. In 1991 werd het Noordelijke Gebouw uitgebreid, hierdoor kwam er meer ruimte vrij voor het museum, de winkels en de kantoren. Het jaar erop werd de ondersteuning van het dak vervangen, dit zorgde ervoor dat veel toeschouwers een beter zicht op het veld kregen.
Het Centre Court werd in 2001 grondig gerenoveerd. Hierna werden o.a. het museum, de winkel en de kantoren uit het Centre Court overgeplaatst naar een nieuw gebouw. Ook werden extra rijen toegevoegd aan de tribunes, hiermee kwamen 1.200 extra zitplaatsen vrij. Sinds 2009 is er een beweegbaar dak. Van 2011 tot en met 2021 had het Centre Court 14.979 zitplaatsen. Vanaf 2022 heeft het Centre Court 14.974 zitplaatsen. Op 17 mei 2009 werd dat dak onder toeziend oog van Andre Agassi, Tim Henman, Kim Clijsters en Steffi Graf officieel geopend. Tijdens Wimbledon 2009, rond 16:40 op 29 juni 2009 werd het dak voor het eerst gesloten tijdens een officiële wedstrijd. Op dat moment werkten Dinara Safina en Amélie Mauresmo hun wedstrijd in de vierde ronde van het damestoernooi af.
Tien jaar later, in 2019 kreeg het naburige Court No. 1 eveneens een beweegbaar dak.

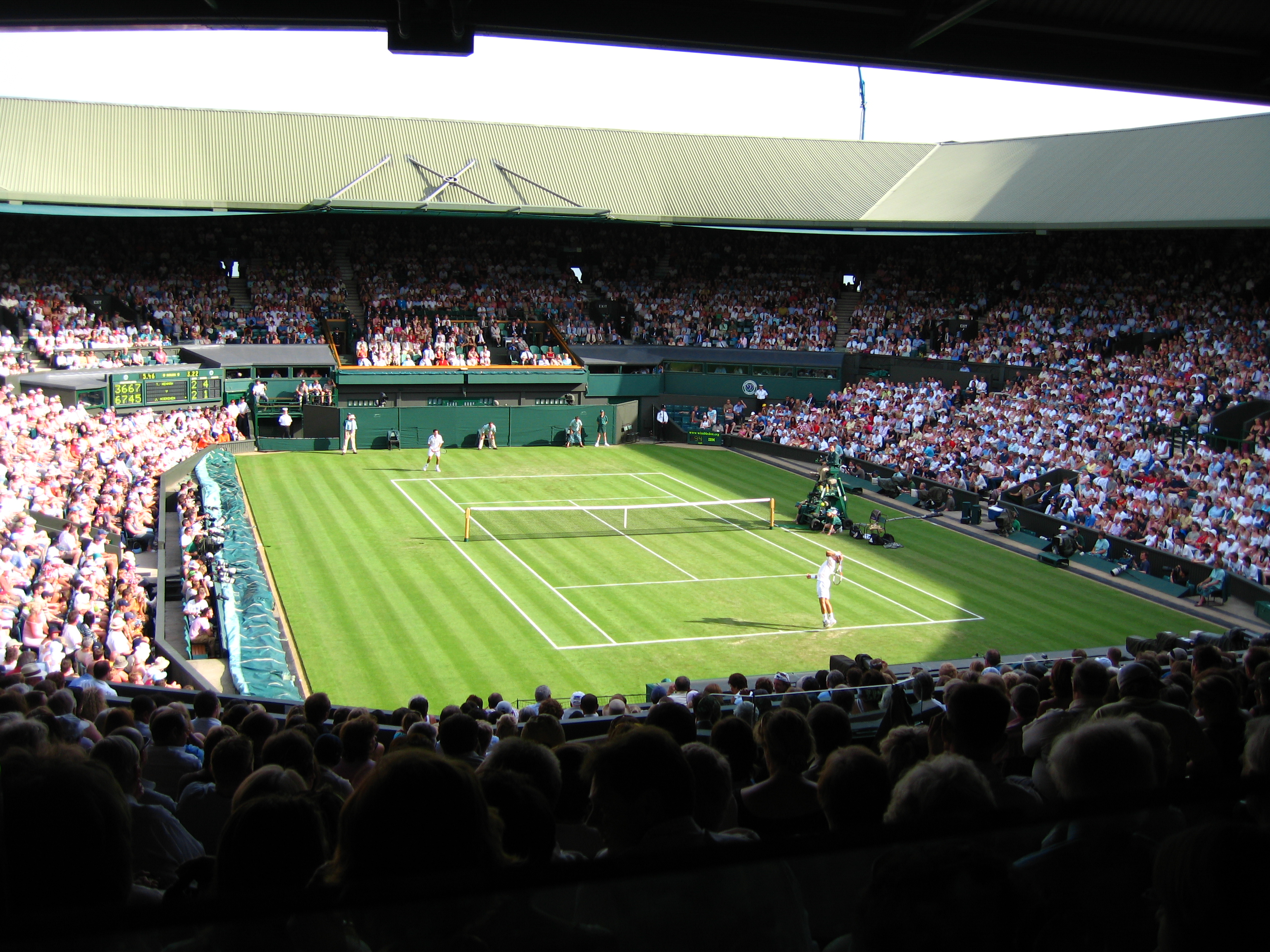
Het Centre Court in 2005, destijds met een normale overkapping
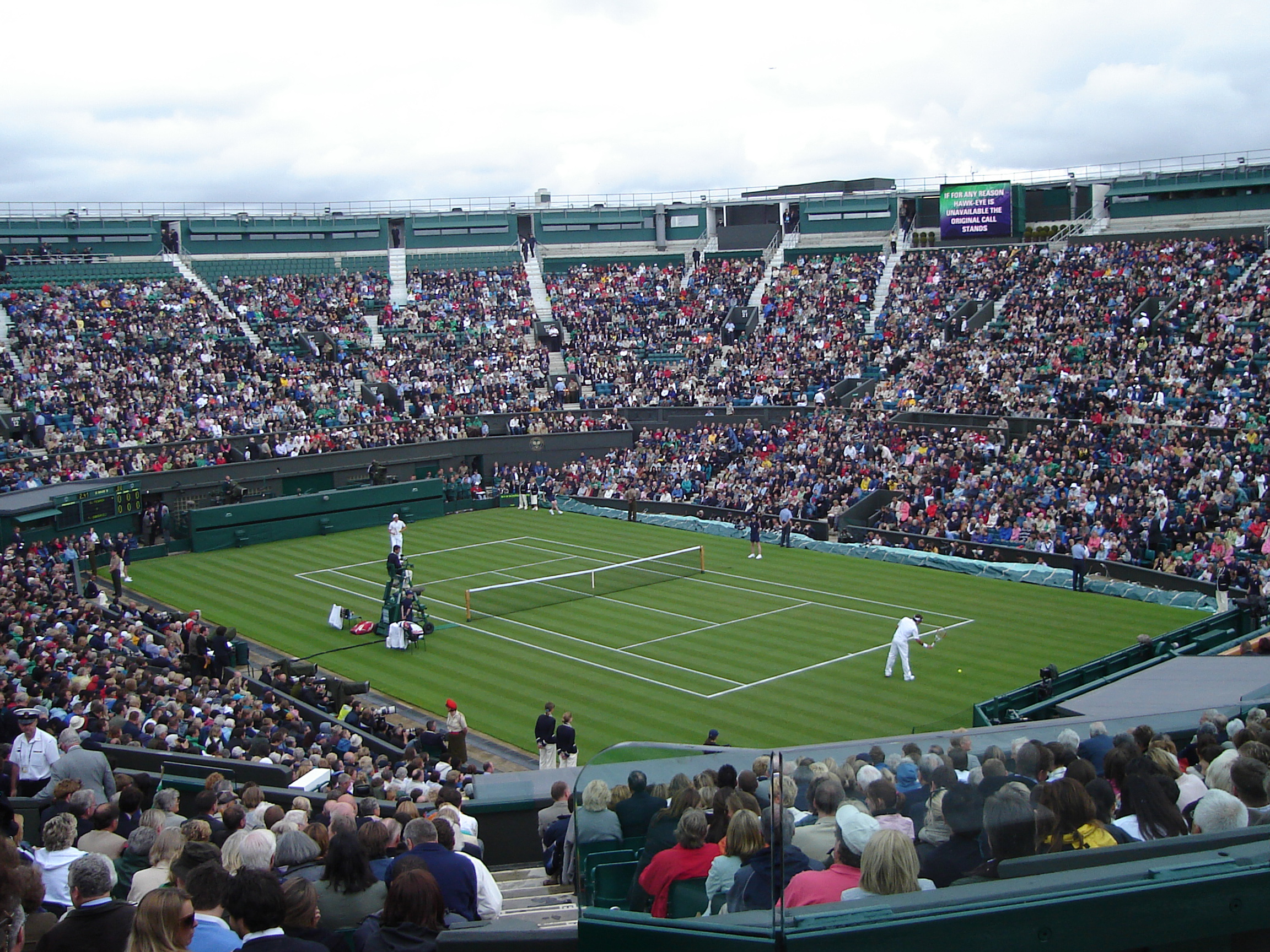
Het Centre Court zat vanwege een verbouwing in 2007 helemaal zonder dak

## Capaciteit
| Jaar | Zitplaatsen | Staanplaatsen | Totaal |      | Jaar   | Zitplaatsen | Staanplaatsen | Totaal |        | Jaar | Zitplaatsen | Staanplaatsen | Totaal |
| ---- | ----------- | ------------- | ------ | ---- | ------ | ----------- | ------------- | ------ | ------ | ---- | ----------- | ------------- | ------ |
| 1971 | 10.651      | ?             | ?      |      | 1989   | 12.502      | 2.000         | 14.502 |        | 2008 | 15.214      | –             | 15.214 |
| 1972 | 10.651      | ?             | ?      | 1990 | 13.107 | –           | 13.107        | 2009   | 14.954 | –    | 14.954      |               |        |
| 1973 | 10.651      | ?             | ?      | 1991 | 13.109 | –           | 13.109        | 2010   | 14.971 | –    | 14.971      |               |        |
| 1974 | 10.651      | ?             | ?      | 1992 | 13.109 | –           | 13.109        | 2011   | 14.979 | –    | 14.979      |               |        |
| 1975 | 10.651      | ?             | ?      | 1993 | 13.118 | –           | 13.118        | 2012   | 14.979 | –    | 14.979      |               |        |
| 1976 | 10.651      | ?             | ?      | 1994 | 13.118 | –           | 13.118        | 2013   | 14.979 | –    | 14.979      |               |        |
| 1977 | 10.651      | ?             | ?      | 1995 | 13.118 | –           | 13.118        | 2014   | 14.979 | –    | 14.979      |               |        |
| 1978 | 10.651      | ?             | ?      | 1996 | 13.120 | –           | 13.120        | 2015   | 14.979 | –    | 14.979      |               |        |
| 1979 | 11.739      | ?             | ?      | 1997 | 13.120 | –           | 13.120        | 2016   | 14.979 | –    | 14.979      |               |        |
| 1980 | 11.739      | 2.750         | 14.489 | 1999 | 13.813 | –           | 13.813        | 2017   | 14.979 | –    | 14.979      |               |        |
| 1981 | 11.739      | 2.750         | 14.489 | 2000 | 13.812 | –           | 13.812        | 2018   | 14.979 | –    | 14.979      |               |        |
| 1982 | 11.539      | 2.400         | 13.939 | 2001 | 13.806 | –           | 13.806        | 2019   | 14.979 | –    | 14.979      |               |        |
| 1983 | 11.539      | 2.100         | 13.639 | 2002 | 13.813 | –           | 13.813        | 2020   | 14.979 | –    | 14.979      |               |        |
| 1984 | 11.539      | 2.100         | 13.639 | 2003 | 13.810 | –           | 13.810        | 2021   | –      | –    | –           |               |        |
| 1985 | 12.433      | 2.000         | 14.472 | 2004 | 13.808 | –           | 13.808        | 2022   | 14.974 | –    | 14.974      |               |        |
| 1986 | 12.433      | 2.000         | 14.472 | 2005 | 13.802 | –           | 13.802        | 2023   | 14.974 | –    | 14.974      |               |        |
| 1987 | 12.433      | 2.000         | 14.472 | 2006 | 13.798 | –           | 13.798        |        |        |      |             |               |        |
| 1988 | 12.472      | 2.000         | 14.472 | 2007 | 14.288 | –           | 14,288        |        |        |      |             |               |        |

1. ↑  De capaciteit van het aantal zitplaatsen was beperkt vanwege de coronamaatregelen en fluctueerde gedurende het kampioenschap..

## Afmetingen
Het totale grasoppervlak op het Centre Court is 41 meter x 22 meter.